# Буквич, Домагой
Домаго́й Бу́квич (хорв. Domagoj Bukvić; род. 22 февраля 2004, Осиек) — хорватский футболист, вингер клуба «Осиек».

## Клубная карьера
Буквич — воспитанник клуба «Осиек». 2 апреля 2023 года в матче против «Риеки» он дебютировал в чемпионате Хорватии. 30 апреля в поединке против «Вараждина» Домагой забил свой первый гол за «Осиек». 